# Неджмі Онариджи
Неджмі Онариджи (тур. Necmi Onarıcı, 2 листопада 1925, Стамбул — 21 серпня 1968, Чаталджа) — турецький футболіст, що грав на позиції нападника.
Виступав, зокрема, за клуби «Адалет» та «Касимпаша», а також національну збірну Туреччини, у складі якої був учасником чемпіонату світу 1954 року.

## Клубна кар'єра
У дорослому футболі дебютував 1947 року виступами за команду клубу «Касимпаша», в якій провів один сезон, взявши участь у 12 матчах чемпіонату. 
Своєю грою за цю команду привернув увагу представників тренерського штабу клубу «Фенербахче», до складу якого приєднався 1948 року. Проте відіграв за сезон за цю стамбульську команду лише дві гри, після чого 1949 року повернувся до «Касимпаші». Цього разу провів у складі його команди три сезони. 
Згодом з 1952 по 1958 рік провів по три сезони у складі команд клубів «Адалет» та «Вефаспор».
Завершив професійну ігрову кар'єру у клубі «Адалет», до якої повернувся 1958 року і за який провів у своєму прощальному сезоні одну гру.
Помер 21 серпня 1968 року на 43-му році життя у місті Чаталджі.

## Виступи за збірну
1954 року провів свої єдині два матчі у складі національної збірної Туреччини.
У складі збірної був учасником чемпіонату світу 1954 року у Швейцарії, де провів на лавці для запасних перші два матчі у групі, вийшовши у стартовому складі збірної лише на гру за вихід до раунду плей-оф проти збірної ФРН.